# Iyasu V
Iyasu V  (Ge'ez: ኢያሱ፭ኛ) también conocido como Lij Iyasu (Ge'ez: ልጅ ኢያሱ) (4 de febrero de 1895-25 de noviembre de 1935) fue emperador de Etiopía de manera nominal (no fue coronado) entre 1913 y 1916. 
Era hijo de Mikael de Wollo y de Shewaregga Menelik, hija del negus Menelik II, que le nombró sucesor. Tomó el poder a la muerte de este en diciembre de 1913, cuando contaba 18 años. Su gobierno fue breve y su inclinación hacia el Islam levantó una ola de oposición por todo el país, siendo acusado de apóstata y traidor, excomulgado y depuesto a favor de Zauditu, que reinaría en el país hasta 1930.